# 明日的約定
《明日的約定》，為2017年10月17日起，日本關西電視台製作、富士聯播網於週二21:00 - 21:54（JST）火九時段播出的電視連續劇，由井上真央主演。此劇亦是井上主演NHK大河劇《花燃燒》之後，睽違2年所接演的連續劇。

## 登場人物

### 主要人物
註：括弧中數字為劇中年齡
- 藍澤日向（29）：井上真央（小學低年級：吉澤梨里花、小學高年級：栗本有規、中學：原涼子、高中：鈴木美羽）（香港配音：曾佩儀）

椿之丘高中的心理輔導老師，熱心於解決學生的問題，但對於過度干渉自己的母親感到苦惱。
- 霧島直樹（43）：及川光博[4]（香港配音：黃啟昌）

吉岡圭吾的導師（1年B班），一年級的學年主任。
- 本庄和彥（28）：工藤阿須加（少年：梅田希）（香港配音：李致林）

藍澤日向交往三年的男友，在婚宴公司工作的上班族。
- 吉岡真紀子（39）：仲間由紀惠[4]（香港配音：梁少霞）

不上學的男學生吉岡圭吾的母親，家庭主婦。

### 椿之丘高中
- 北見雄二郎（27）：白洲迅[4]（香港配音：張裕東）

2年A班導師，日本史老師。
- 大宮奈緒（25）：新川優愛[4]（香港配音：黃昕瑜）

英語科臨時老師，2年A班副導師。
- 宮崎麻子（39）：馬淵英里何（日语：馬渕英里何）（香港配音：陸惠玲）

3年級的學年主任。
- 柏木康介（35）：中林大樹（日语：中林大樹）（香港配音：劉奕希）

2年級的學年主任。
- 辻哲哉（46）：神尾佑（日语：神尾佑）（香港配音：陳欣）

籃球社顧問老師。
- 轟木博雄（55）：羽場裕一（日语：羽場裕一）（香港配音：李錦綸）

椿丘高中校長。
- 長谷部大翔（17）：金子大地（香港配音：陳耀楠）

2年A班學生，籃球社社長。
- 澤井勝〈16）：渡邊劍（香港配音：李震權）

1年B班學生，籃球社成員。
- 増田希美香（17）：山口麻友（香港配音：陳皓宜）

2年A班學生，籃球社經理。
- 田所那美（16）：井頭愛海（香港配音：羅孔柔）

1年B班班長，國中時被同學欺負，被吉岡圭吾鼓勵。
- 上野由依（16）：夏子（香港配音：何寶珊）

1年B組學生。
- 渡辺純也（16）：堀家一希（香港配音：黃積權）

1年B班學生。

### 藍澤家
- 藍澤尚子（55）：手塚理美（日语：手塚理美）[4]（香港配音：袁淑珍）

日向的母親。

### 本庄家
- 本庄義和：遠藤たつお（日语：遠藤たつお）（香港配音：陳永信）

本庄和彥的父親。
- 本庄瑞希：金沢きくこ（日语：金沢きくこ）（香港配音：沈小蘭）

本庄和彥的母親。
- 本莊和英（33）：中田圭祐

本庄和彥的哥哥。

### 吉岡家
- 吉岡圭吾（16）：遠藤健慎（香港配音：鄧港文）

不上學的高一男學生（1年B班），籃球社成員，自殺死亡。
- 吉岡正孝（49）：近江谷太朗（日语：近江谷太朗）（香港配音：招世亮）

圭吾的父親，在鐮倉市教育委員會上班。
- 吉岡英美里（13）：竹内愛紗（香港配音：葉曉欣）

圭吾的妹妹。

### 其他
- 小嶋修平（33）：青柳翔[4]（香港配音：雷霆）

週刊Wide記者。
- 白井香澄（19）：佐久間由衣[5]（香港配音：張頌欣）

圭吾的青梅竹馬，2年前從椿之丘高中退學，在超市打工。
- 辻千冬：小出美香（日语：小出ミカ）（香港配音：曾秀清）

辻哲哉的妻子。
- 辻晴夏：保榮茂愛（日语：保栄茂愛）（香港配音：成瑤孆）

辻哲哉的女兒。
- 増田麗美（36）：青山倫子（日语：青山倫子）（香港配音：鄭麗麗）

増田希美香的母親。
- 長谷部京子：佐藤友紀（日语：佐藤友紀 (女優)）（香港配音：謝潔貞）

長谷部大翔的母親。
- 望月朱里（18）：立野沙紀（日语：立野沙紀）（香港配音：凌晞）

欺負白井香澄的同學。
- 都築裕子：草刈麻有（日语：草刈麻有）（香港配音：李潤知）

本庄和彥的同事，椿之丘高中畢業生。
- 大道寺邦弘：森冈丰（日语：森冈丰）（香港配音：張錦江）

大道寺法律事務所律師。

## 幕後人員
- 劇本：古家和尚（日语：古家和尚）
- 配樂：眞鍋昭大
- 主題曲：《Reboot》東方神起
- 導演：土方政人（日语：土方政人）、小林義則（日语：小林義則）
- 製作人：河西秀幸（關西電視台）、山崎淳子（共同電視）
- 製作：共同電視
- 出品：關西電視台

## 播出日程
| 1                                                      | 10月17日 | 學生留下謎團的死亡… 找尋真相之諮商者的心中所想，與母親的明天 （生徒が謎残す死… 真相探るカウンセラーが想う、母との明日） | 土方政人 | 8.2% | 延長20分鐘 |
| 2                                                      | 10月24日 | 害死吉岡的是誰… 露出敵意的母親 （吉岡君を死なせたのは誰か… 牙をむく母）                               | 土方政人 | 6.2% |            |
| 3                                                      | 10月31日 | 學校的另一樁疑雲… 以溫柔進行支配的母親 （新たな学校の疑惑… 優しさで支配する母）                       | 小林義則 | 5.4% |            |
| 4                                                      | 11月7日  | （愛情という母の攻撃…悪者を裁くのは誰）                           | 小林義則 | 5.8% |            |
| 5                                                      | 11月14日 | （少年の不穏な過去に母の影…遂に核心へ）                           | 小林義則 | 5.1% |            |
| 6                                                      | 11月21日 | （疑惑の母に問う真実…結婚で変える未来）                           | 土方政人 | 4.6% |            |
| 7                                                      | 11月28日 | （悲しき復讐…本当の悪者は誰 歪んだ母子）                          | 池辺安智 | 4.3% |            |
| 8                                                      | 12月5日  | （疑惑の母親に非難の声…届かない子の声）                           | 土方政人 | 6.0% |            |
| 9                                                      | 12月12日 | （暴いた黒教師の罪…問えない母親の罪）                             | 小林義則 | 5.1% |            |
| 10                                                     | 12月19日 | （辿り着いた死の意味…母に告げる決断）                             | 土方政人 | 5.9% | 最終話     |
| 平均收視率5.7%（收視率由Video Research於關東地區統計） |          |                                                                   |          |      |            |

## 相關資訊
- 《明日的約定》井上真央專訪 （页面存档备份，存于）

## 外部連結
- 關西電視台官方網站 Archive.today的存檔，存档日期2017-09-10
- 明日的約定的X（前Twitter）
- 明日的約定的Facebook專頁
- 官方免費影片（限日本IP）

| 日本 關西電視台 週二晚間九點連續劇   | 日本 關西電視台 週二晚間九點連續劇     | 日本 關西電視台 週二晚間九點連續劇 |
| ------------------------------------ | -------------------------------------- | ---------------------------------- |
|                                      | 明日的約定 （2017.10.17 - 2017.12.19） |                                    |
| 我們做了 （2017.07.18 - 2017.09.19） | FINAL CUT （2018.01.09 - 2018.03.13）  |                                    |

| 香港 myTV SUPER 日劇台 星期二 13:30 - 14:30、16:30 - 17:30、19:30 - 20:30及22:30 - 23:30 | 香港 myTV SUPER 日劇台 星期二 13:30 - 14:30、16:30 - 17:30、19:30 - 20:30及22:30 - 23:30 | 香港 myTV SUPER 日劇台 星期二 13:30 - 14:30、16:30 - 17:30、19:30 - 20:30及22:30 - 23:30 |
| ---------------------------------------------------------------------------------------- | ---------------------------------------------------------------------------------------- | ---------------------------------------------------------------------------------------- |
|                                                                                          | 明日的約定 （2017.12.19 - 2018.02.20）                                                   |                                                                                          |
| 遺留搜查4 （2017.10.17 - 2017.12.12）                                                    | 你已藏在我心底 （2018.02.27 - 2018.05.01）                                               |                                                                                          |

| 马来西亚 印度尼西亞 菲律賓 泰國 緬甸 越南 RED by HBO 每週六 23:00 - 00:00 (GMT+8) | 马来西亚 印度尼西亞 菲律賓 泰國 緬甸 越南 RED by HBO 每週六 23:00 - 00:00 (GMT+8) | 马来西亚 印度尼西亞 菲律賓 泰國 緬甸 越南 RED by HBO 每週六 23:00 - 00:00 (GMT+8) |
| --------------------------------------------------------------------------------- | --------------------------------------------------------------------------------- | --------------------------------------------------------------------------------- |
|                                                                                   | 明日的約定 （2018年6月16日－8月11日）                                             |                                                                                   |
| 女神探夏洛克 (2018年6月16日-8月4日)                                               | 稍息立正我愛你 （2018年8月18日－11月3日）                                         |                                                                                   |